# Іонія (сатрапія)

Мапа імперії Ахеменідів

Іонія (давньоперс. 𐎹𐎢𐎴, трансліт. 𐎹𐎢𐎴) — провінція (сатрапія) Перської імперії Ахеменідів на берегах Іонійського моря між 510-ми роками до н. е. і 479 р. до н. е. Назва відома також як ім'я одного з регіонів у сатрапії Лідія зі столицею в Сардах у складі Першої Перської імперії. Також міститься в Бегістунському написі.

## Історія
Виникла на місці Іонійської ліги. У середині 6-го століття до нашої ери іонійці були завойовані Кіром Великим, і, згідно з Геродотом, вони були поміщені одну провінцію з памфілійцями, лікійцями, магнезійцями, еолійцями, міліадійцями та карійцями.
Близько 499 р. до н. е. спалахнуло Іонійське повстання, яке, за словами Геродота, викликане особистими амбіціями двох правителів Гістіея та Аристагора з Мілету.
Після придушення повстання з іонійських містах почав керувати прагматичний та освічений перський сатрап Артаферн, молодший брат імператора Дарія. Повідомляється, що іонійці служили у перському війську, яке зазнало поразки під Марафоном від афінян і платейців у 490 році, а також вони воювали на боці персів під час другого перського вторгнення Ксеркса до Греції у 480—479 роках.
За часів імператорів Дарія та Ксеркса існувала окрема сатрапія Іонія, а на північний захід від неї, з розширенням меж імперії на Північне Причорномор'я — були утворені нові сатрапії Скудра і Сака (до якої увійшли землі Таврії, Керченської протоки та узбережжя Азовського моря).

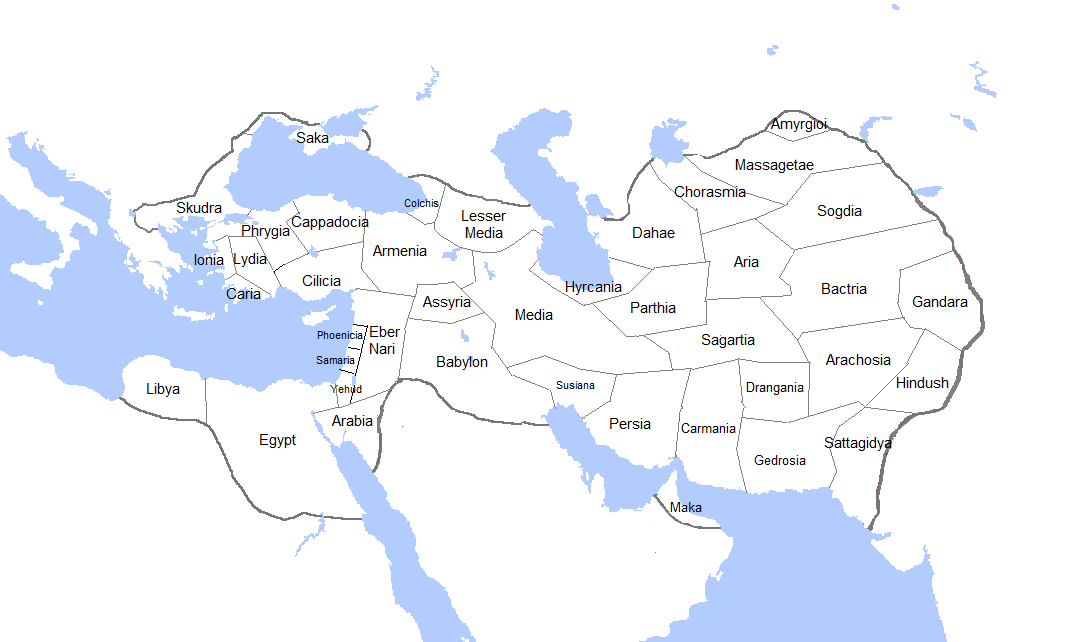
Мапа Ахеменідських сатрапій

Незабаром після цього вплив персів ослаб, а іонійці приєдналися до Делоської ліги, однак незабаром Іонійські міста потрапили під пряму владу Афін.
Після Пелопоннеської війни та знищення могутності Афін Спарта поступилася Іонією назад Персії в 387 р. до н. е. за Анталкідівською мирною угодою. Іонія залишалася під владою Персії аж до походу Олександра Македонського в 334 році до нашої ери.
Окрім Іонії, в історичних документах також згадується Yauna paradraya (за морем) і Yauna takabara (іонійці в капелюхах)
З припиненням влади Ахеменідів у Південно-Східній Європі повстали Тракійське, Одриське королівство, Македонська держава та Боспорська держава під владою Археанактидів.

Водночас Афінська таласократія поступово почала захоплювати сусідні території та формувати власні сфери впливу на Балканах, Анатолії та в Чорноморському регіоні.

## Сатрапи
1-й період Ахеменідів:
- Табал (546—545 р. до н. е.)
- Мазар (545 — бл.544 р. до н. е.)
- Гарпаг (бл. 544 р. до н. е.)
- Орет (до 530 — бл.520 р. до н. е.)
- Багей (бл. 520 р. до н. е.)
- Отан (517 р. до н. е.)
- Артаферн I (513—492 р. до н. е.)
- Артаферн II (492 — після 480 р. до н. е.).

2-й період Ахеменідів:
- Тіссаферн (413—395 р. до н. е.)
- Тирибаз (бл. 393—370 р. до н. е.)
- Аутофрадат (бл. 365 р. до н. е.)
- Спітрідат (пом. до 334 р. до н. е.)